# Seguenzia giovia
Seguenzia giovia är en snäckart som beskrevs av Dall 1919. Seguenzia giovia ingår i släktet Seguenzia och familjen Seguenziidae. Inga underarter finns listade i Catalogue of Life.